# بيت ديمرز
بيت ديمرز (بالإنجليزية: Pete Demers)‏ هو مدرب رياضي أمريكي، ولد في 4 نوفمبر 1943.